# Книш Павло Іванович
Павло Іванович Книш (нар. 6 січня 1939, село Ландарі, тепер Диканського району Полтавської області — після 2000, село Новов'язівське Юр'ївського району Дніпропетровської області) — український радянський діяч, голова колгоспу «Прогрес» Павлоградського (Юр'ївського) району, голова Павлоградського райвиконкому Дніпропетровської області. Депутат Верховної Ради УРСР 11-го скликання.

## Біографія
Закінчив середню школу. У 1959 році закінчив зооветеринарний технікум в селі Писарівщина Диканського району Полтавської області.
З 1959 року — зоотехнік колгоспу імені Фрунзе Гоголівського району Полтавської області. Служив у Радянській армії.
Член КПРС з 1962 року.
У 1962—1967 роках — студент факультету механізації сільського господарства Дніпропетровського сільськогосподарського інституту.
У 1967—1970 роках — головний інженер, секретар партійної організації, заступник голови колгоспу «Прогрес» Павлоградського району Дніпропетровської області.
У 1970—1985 роках — голова колгоспу «Прогрес» села Новов'язівське Павлоградського району Дніпропетровської області.
У 1985—1988 роках — голова виконавчого комітету Павлоградської районної ради народних депутатів Дніпропетровської області.
У 1988—2000 роках — голова колгоспу «Прогрес» села Новов'язівське Павлоградського (з 1991 року — Юр'ївського) району Дніпропетровської області.

## Нагороди
- орден Трудового Червоного Прапора
- орден «Знак Пошани»
- медалі